# Rari Nantes Savona
A Rari Nantes Savona egy olasz vízilabdaklub, melynek székhelye Savona városában található. Jelenleg a Serie A1-ben szerepel, ami az első osztálynak felel meg.
A klubot 1948-ban alapították, színei: piros–fehér. Háromszoros olasz bajnok (1991, 1992, 2005) és kupagyőztes (1990, 1991, 1993). A LEN-kupát két alkalommal sikerült elhódítania (2005, 2011). A bajnokok ligájában 1992-ben döntőt játszott.

## Sikerei

### Hazai
- Serie A1
  - 1. hely (3): (1991, 1992, 2005)
  - 2. hely (5): (1983, 1990, 1993, 2010, 2011)
  - 3. hely (6): (1985, 1987, 2004, 2006, 2007, 2008)
- Coppa Italia
  - 1. hely (3): (1990, 1991, 1993)
  - 2. hely (6): (1988, 2005, 2006, 2008, 2009, 2010)

### Nemzetközi
- LEN-bajnokok ligája
  - 2. hely (1): (1992)
- LEN-kupa
  - 1. hely (2): (2005, 2011)
  - 2. hely (1): (2010)
- LEN-szuperkupa
  - 2. hely (2): (2005, 2011)

## Játékoskeret
| - Goran Volarević - Kapus - Nicolò Zerilli - Kapus - Fabio Casarino - Kapus - Tony Petrović - Védő - Edoardo Colombo - Védő - Lorenzo Bianco - Védő - Goran Fiorentini - Védő - Luca Fulcheris - Védő - Jacopo Ferraris - Védő | - Jacopo Colombo - Védő - Jacopo Alesiani - Védő - Luca Damonte - Védő - Mlađan Janović - Támadó - Federico Mistrangelo - Támadó - Alberto Angelini - Támadó - Valerio Rizzo - Támadó - Giovanni Bianco - Támadó - Matteo Aicardi - Támadó |